# 巴斯塔内斯
巴斯塔内斯（法語：Bastanès，法語發音：[bastanɛs]）是法国大西洋比利牛斯省的一个市镇，属于奥洛龙-圣玛丽区。

## 地理
巴斯塔内斯（43°20'52"N, 0°46'12"W）面积5.26 平方千米，位于法国新阿基坦大区大西洋比利牛斯省，该省份为法国东南部省份，涵盖了贝阿恩与北巴斯克，西临大西洋比斯開灣，北至朗德省，东北接热尔省，东临上比利牛斯省，南与西班牙接壤。
与巴斯塔内斯接壤的市镇（或旧市镇、城区）包括：维耶勒纳沃-德纳瓦朗克斯、比年、卡斯泰特诺-康布隆、梅里坦、维耶勒塞居尔。
巴斯塔内斯的时区为UTC+01:00、UTC+02:00（夏令时）。

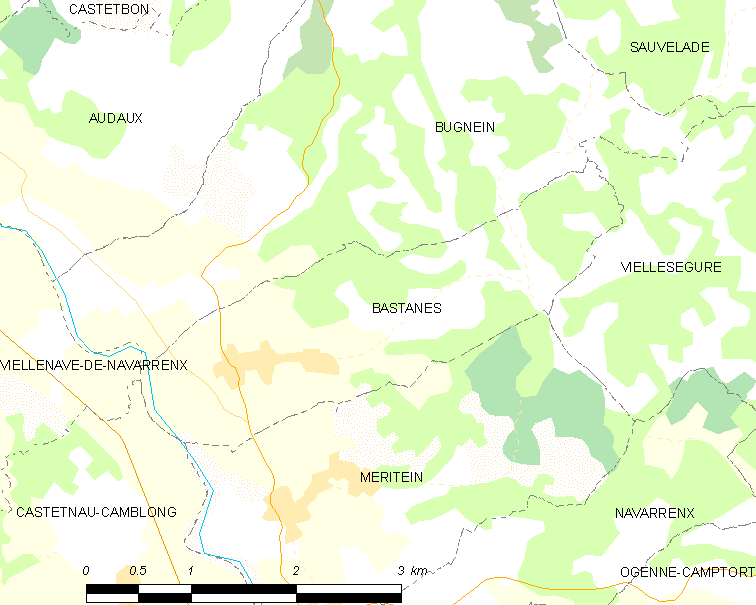
巴斯塔内斯的OSM定位图

## 行政
巴斯塔内斯的邮政编码为64190，INSEE市镇编码为64099。

## 政治
巴斯塔内斯所属的省级选区为贝阿恩中心县。

## 人口

1962-2008年间巴斯塔内斯人口变化图示

巴斯塔内斯于2022年1月1日时的人口数量为96人。